# Pélissanne
Pélissanne é uma comuna francesa na região administrativa da Provença-Alpes-Costa Azul, no departamento de Bouches-du-Rhône. Estende-se por uma área de 19,11 km². Em 2010 a comuna tinha 10 669 habitantes (densidade: 558,3 hab./km²).